# Eber (Schiff, 1903)
Die Eber war das letzte von sechs Kanonenbooten der Iltis-Klasse der Kaiserlichen Marine des Deutschen Kaiserreichs.

## DieIltis-Klasse
Die Schwesterschiffe, fertiggestellt zwischen 1898 und 1903, waren Iltis, Jaguar, Tiger, Luchs und Panther. Die Schiffe waren für den Dienst in den überseeischen Kolonien konzipiert und wurden auch größtenteils dort eingesetzt. Sie verdrängten zwischen 894 und 977 Tonnen, waren 66 m lang, hatten eine Höchstgeschwindigkeit von 14 Knoten und eine Besatzung von 9 Offizieren und 121 Mann. Die beiden erstgebauten Boote, Iltis und Jaguar, hatten vier 8,8-cm-Geschütze, die anderen zwei 10,5-cm-Geschütze. Dazu kamen jeweils sechs 3,7-cm-Geschütze.

## Geschichte
Die Eber wurde im September 1903 in Dienst gestellt, eingefahren und dann im November 1903 wieder außer Dienst gestellt und der sogenannten „Materialreserve“ zugewiesen.

### Stationsdienst
Erst am 1. April 1910 wurde sie wieder in Dienst gestellt, um den alten Kreuzer Sperber auf der westafrikanischen Station zu ersetzen. Dieser verließ im April nach fünf Jahren Einsatz den Stationsbereich Richtung Heimat. Schon am 14. April begann die Ausreise der Eber von Wilhelmshaven, die nach Besuch etlicher Häfen am 14. Juli 1910 in Duala (Kamerun) endete. Von dort begann sie ihren normalen Stationsdienst. Zum Jahresende lief sie zur Jahresüberholung nach Cádiz und nicht nach Kapstadt, wie es das zweite Stationsschiff, ihr Schwesterschiff Panther bislang getan hatte. Vom 7. Januar bis zum 6. März 1911 verblieb das Boot in Cádiz und lief dann über viele Häfen wieder in den Stationsbereich zurück. Dabei besuchte es auch Casablanca. Im Mai traf die Eber wieder in Duala ein, wo sie mit der Panther zusammentraf, die für die Heimreise zur Grundreparatur vorbereitet wurde. Dabei kam es dann zum sogenannten Panthersprung nach Agadir.

### Agadir
Am 1. Juli 1911 lief die Panther in Agadir ein. Dieser Besuch war logistisch nicht notwendig, denn sie hatte zuvor in Teneriffa ihre Kohlenbestände ergänzt. Das deutsche Auswärtige Amt plante eine Demonstration, denn der Kleine Kreuzer Berlin unter Fregattenkapitän Heinrich Löhlein war schon am 28. Juni 1911 aus Kiel mit demselben Ziel ausgelaufen, passierte am gleichen Tag die Linie Dover-Calais und traf am 4. Juli in Agadir ein.
Die beiden deutschen Schiffe blieben auf der Reede, unterbrochen von kurzen Aufenthalten in Las Palmas de Gran Canaria beziehungsweise Santa Cruz de Tenerife zur Ergänzung des Kohlenbestandes. Dass auf der Kasbah von Agadir teilweise die französische Fahne gesetzt wurde, was Vereinbarungen zwischen Deutschland und Frankreich aus dem Jahr 1909 widersprach, wurde nach Berlin berichtet. Am 25. Juli setzte dann die Panther ihre unterbrochene Heimreise fort, nachdem die Eber aus Kamerun eingetroffen war.
Bis auf kurze Unterbrechungen blieben die Berlin und die Eber bis Ende November vor Agadir. Auf beiden Schiffe wurden dort auch neue Kommandanten eingesetzt, die angereist waren. Die Berlin fuhr über Mogador, Casablanca und Tanger zurück, wobei die Hafenbesuche völlig problemlos verliefen.

### Erneuter Stationsdienst
Im Januar 1912 traf die Eber wieder in ihrem Stationierungshafen Duala ein. Im März lief sie nach Süden, besuchte die Häfen von Deutsch-Südwestafrika und traf am 29. März in Kapstadt ein. Kommandant und Erster Offizier waren schwer erkrankt. Letzterer starb in Kapstadt, Kommandant von Hippel reiste per Schiff in die Heimat. Bis zum Eintreffen des neuen Kommandanten von Weise führte der älteste Wachoffizier Erich Schröder das Schiff. Ende August und in den September hinein befand sich die Eber auf dem Unterlauf des Kongo und besuchte das belgische Boma und das portugiesische Cabinda. Ende November lief sie dann auch nach Liberia wegen dort ausgebrochener Unruhen, wo sich schon das Schwesterboot Panther befand und der Kleine Kreuzer Bremen als weitere Verstärkung eintraf.
Erst im Februar war die Eber wieder in Duala. Zum Ende des Monats marschierte sie dann zur Grundreparatur in die Heimat, da die ursprünglich in Kapstadt geplante Überholung zu teuer geworden wäre.
Nach Durchführung der notwendigen Reparaturen in Wilhelmshaven marschierte das Kanonenboot am 25. Juni wieder nach Westafrika und hatte ein zusätzliches Vermessungsdetachment an Bord, um die seit 1905 nicht fortgeführte Vermessung des Golfs von Guinea fortzusetzen. Die spanische Regierung hatte dazu für das Muni-Gebiet eine Genehmigung erteilt. Weihnachten und Silvester wurden vor Kamerun verbracht. Dabei kam es zum Zusammentreffen mit dem Schwesterboot Panther und der sogenannten „Detachierten Division“ unter Konteradmiral Hubert von Rebeur-Paschwitz mit den Linienschiffen Kaiser und König Albert und dem Kleinen Kreuzer Straßburg, die über Deutsch-Südwestafrika ums Kap Hoorn bis nach Valparaíso in Chile marschierte und dann über Argentinien und Brasilien nach Deutschland zurückkehrte (9. Dezember 1913 bis 17. Juni 1914). Die Eber nahm danach ihre Vermessungsarbeiten wieder auf und fuhr im Frühsommer in den südlichen Stationsbereich.

### Kriegsbeginn

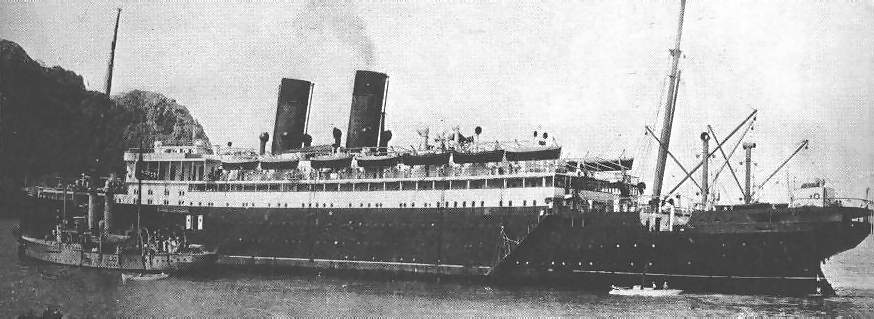
Ausrüstung der Cap Trafalgar durch die Eber

Zu Beginn des Ersten Weltkriegs befand sich die Eber im Hafen von Kapstadt, Südafrika, wo sie eingedockt werden sollte. Infolge der Warnhinweise auf einen drohenden Krieg mit Großbritannien lief sie vorzeitig aus. Seit dem 30. Juli 1914 bestand Funkverbindung mit der Küstenfunkstation Lüderitzbucht in Deutsch-Südwestafrika, wo die Eber am 1. August abends eintraf. Nach Kohlenübernahme verließ die Eber die Lüderitzbucht am Morgen des 3. August mit Kurs in Richtung Südamerika zur brasilianischen Insel Trindade, 900 Seemeilen vor der brasilianischen Küste, begleitet von den deutschen Handelsdampfern Alarich, Adelaide, Steiermark und Gertrud Woermann. Im August 1914 befand sich auch der neue Kommandant Korvettenkapitän Max Leonhardi in der Anreise zur Übernahme des Kommandos. Er wurde aber gefangen genommen und in Madeira interniert. Am 20. August traf sie dort kurz mit dem Kleinen Kreuzer Dresden zusammen. Am 23. August erschien dann das deutsche Passagierschiff Cap Trafalgar der Hamburg Süd und die Eber transferierte ihre Geschütze, Munition und einen Teil ihrer Besatzung auf die Cap Trafalgar, die anschließend als Hilfskreuzer Handelskrieg führen sollte. Am 4. September trennten sich die Schiffe, aber schon wenige Tage später, am 14. September 1914, nach einem Gefecht mit dem britischen Hilfskreuzer Carmania sank die Cap Trafalgar.

## Verbleib
Die Eber traf unter dem Kommando ihres jüngsten Wachoffiziers, Leutnant zur See Carl Bünte, als „Handelsschiff“ ohne Bewaffnung und Munition am 14. September 1914 in Bahia, Brasilien, ein und wurde aufgelegt. An Bord blieb eine 15-köpfige Wache unter dem Obermaschinisten Schaumburg. Als Brasilien in den Krieg gegen die Mittelmächte eintrat, wurde das Schiff am 26. Oktober 1917 von seiner verbliebenen Besatzung in Bahia in Brand gesetzt und durch Öffnen der Seeventile versenkt.

## Kommandanten
| September bis November 1903 | Kapitänleutnant Albertus Petruschky (1866–1943)                                                                                |
| April 1910                  | Korvettenkapitän Franz Lustig (1873–1943)                                                                                      |
| Oktober 1911                | Korvettenkapitän Wilhelm von Hippel (1876–1971)                                                                                |
| März 1912                   | Kapitänleutnant Erich Schröder (1883–19??) als ältester Wachoffizier in Vertretung                                             |
| April 1912                  | Korvettenkapitän Clemens von Weise (1872–1920)                                                                                 |
| April 1913                  | Kapitänleutnant Paul Schondorff (1880–1947) reduzierte Besatzung während der Grundreparatur                                    |
| Juni 1913                   | Korvettenkapitän Julius Wirth (1875–1914) kam beim Untergang der Cap Trafalgar mit 50 weiteren Besatzungsangehörigen ums Leben |
| August 1914                 | Leutnant zur See Carl Bünte (1889–1972) als jüngster Wachoffizier mit der Führung des Schiffs beauftragt                       |